# Ołeksandr Swystunow
Ołeksandr Wiktorowycz Swystunow, ukr. Олександр Вікторович Свистунов, ros. Александр Викторович Свистунов, Aleksandr Wiktorowicz Swistunow (ur. 30 sierpnia 1973 roku w Jałcie, Ukraińska SRR) – ukraiński piłkarz, występujący na pozycji pomocnika, reprezentant Ukrainy.

## Kariera piłkarska

### Kariera klubowa
Wychowanek klubu Tawrii Symferopol, w którym w 1990 rozpoczął karierę piłkarską. W 1992 przeszedł do Polissia Żytomierz, skąd latem przeniósł się do Weresu Równe. Po występach w CSKA Kijów w 1997 wyjechał do Rosji, gdzie został piłkarzem Zenitu Petersburg. W sezonie 1997/98 występował w Metałurhu Donieck, a potem od 1999 bronił barw rosyjskich klubów Arsenał Tuła, Czernomoriec Noworosyjsk, Rubin Kazań, Wołgar-Gazprom Astrachań oraz Gazowik-Gazprom Iżewsk. W 2004 powrócił do Ukrainy, gdzie podpisał kontrakt z Worskłą Połtawa. Karierę piłkarską zakończył w Borysfenie Boryspol.

### Kariera reprezentacyjna
26 lutego 2001 zadebiutował w narodowej reprezentacji Ukrainy w przegranym 0:1 meczu towarzyskim z Rumunią.

## Sukcesy i odznaczenia

### Sukcesy klubowe
- mistrz Rosyjskiej Pierwszej Dywizji: 2002